# 宁安府
甯安府，中国清朝时设置的府。
宣统二年（1910年）改绥芬府置，治所在宁古塔城（今黑龙江省宁安市宁安镇）。属吉林省。辖境约今黑龙江省宁安市一带。1913年降为宁安县。 